# Perdicas (poeta)
Perdicas (en llatí Perdiccas, en grec Περδίκκας) fou un poeta romà d'Orient que tenia el càrrec de protonotari a Efes. Segons Fabricius va estar present a un sínode a Constantinoble el 1347 on consta la signatura de Teodor i Gregori Perdicas (no se sap quin dels dos era el poeta).
Un dels seus poemes està inclòs en una compilació de Lleó Al·laci, on relata els esdeveniments de la història de Jesucrist especialment les que van passar a Jerusalem, i a més visita Betània i Betlem. Aquest poema, que consta de 260 versos, està escrit com si l'autor hi fos present. Tot i que explica alguns detalls curiosos, la situació geogràfica dels llocs és inexacta.